# Chiesa di Santa Maria della Scala (Moncalieri)

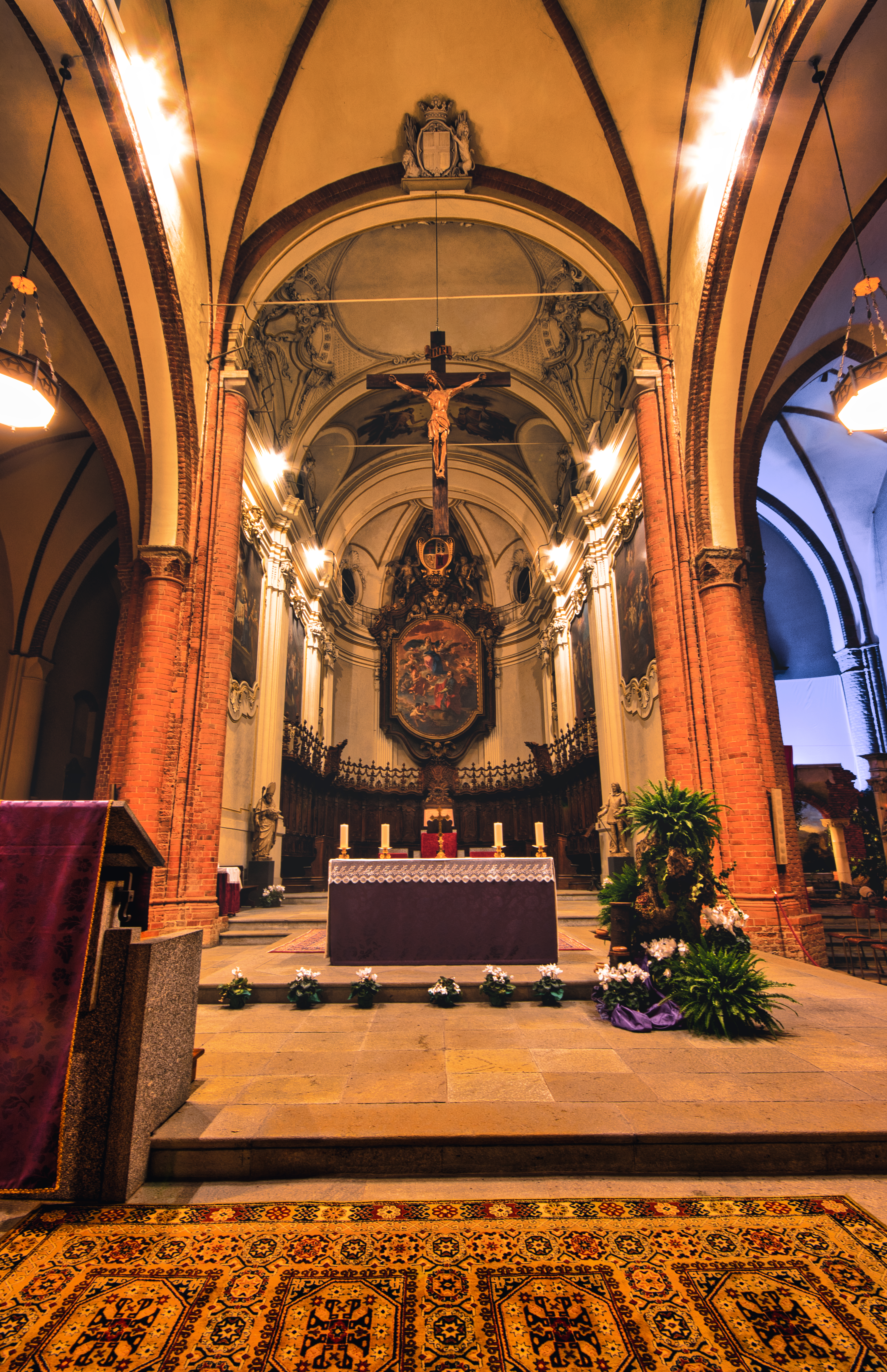

La chiesa collegiata di Santa Maria della Scala, nota anche come chiesa di Santa Maria della Scala e di Sant'Egidio, è il duomo di Moncalieri, in città metropolitana ed arcidiocesi di Torino; è sede di una parrocchia compresa nel distretto pastorale Torino Sud-Est.

## Storia
La primitiva cappella della zona dedicata alla Beata Vergine Maria era già esistente nel XIII secolo, quando sorse attorno ad essa il nuovo borgo di Moncalieri; la prima menzione che ne attesta l'esistenza risale al 1232.
Iniziarono dunque i lavori costruzione della nuova chiesa cittadina, ma procedevano assai a rilento a causa della mancanza di fondi; solo con l'intervento del vescovo di Torino Teodisio Revelli, che il 6 maggio 1318 donò un'ingente somma di denaro, ci fu la svolta decisiva e l'edificio venne ultimato verso il 1330.
Nel XV secolo furono aggiunti il campanile e un'ulteriore navata laterale.
Nel XIX secolo la chiesa venne modificata con la costruzione della cappella laterale del Santissimo Sacramento, con il parziale rifacimento della facciata e con la realizzazione degli affreschi neogotici, eseguiti da Angelo Moia.
La collegiata fu ristrutturata tra il 1960 e il 1970.

## Descrizione

### Esterno
La facciata della chiesa, che è a salienti e in mattone a faccia vista, è tripartita da paraste, al termine delle quali vi sono dei pinnacoli; nella parte centrale vi è il portale maggiore, costruito in epoca barocca, sopra il quale si apre il rosone, realizzato nel 1857 in sostituzione dell'antica trifora.

### Interno
L'interno della chiesa è a quattro navate; al termine dell'aula vi è il presbiterio settecentesco affiancato da tre cappelle laterali.
Opere di pregio qui conservate sono il quattrocentesco gruppo in arenaria del Compianto di Cristo morto, gli stalli del coro, costruiti nel 1749 da Antonio Riva, il ciclo delle storie della vita della Vergine, eseguito dal Milocco, la raffigurazione della Madonna col Bimbo e Santi, realizzata da Guglielmo Caccia detto il Moncalvo, l'Assunzione in Cielo della Beata Vergine Maria, dipinta nel 1766 dal Molinari e dal Beaumont, e il vecchio altare maggiore, oggi situato nella navata destra, costruito in marmo policromi da Francesco Aprile e da Secondo Caselle tra il 1760 e il 1780.

## Altri progetti

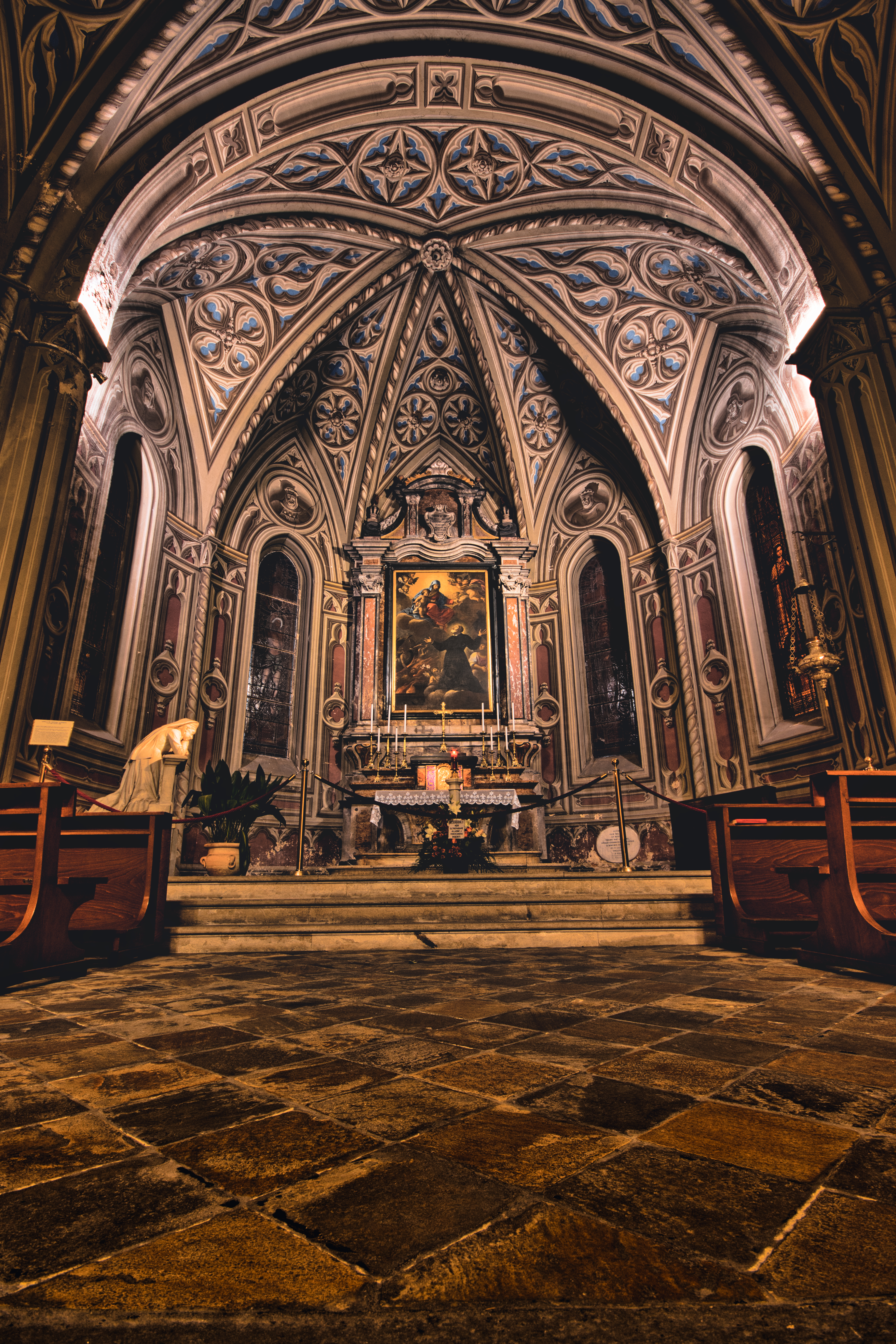